# Vrhovčak
 Vrhovčak  falu Horvátországban Zágráb megyében. Közigazgatásilag Szamoborhoz tartozik.

## Fekvése
Zágrábtól 22 km-re nyugatra, községközpontjától 2 km-re északnyugatra a Szamobori-hegység keleti részén fekszik.

## Története
A falunak 1857-ben 79, 1910-ben 187 lakosa volt. Trianon előtt Zágráb vármegye Szamobori járásához tartozott. A falunak  2011-ben 345 lakosa volt.

## Lakosság
| Lakosság változása | Lakosság változása | Lakosság változása | Lakosság változása | Lakosság változása | Lakosság változása | Lakosság változása | Lakosság változása | Lakosság változása | Lakosság változása | Lakosság változása | Lakosság változása | Lakosság változása | Lakosság változása | Lakosság változása | Lakosság változása |
| ------------------ | ------------------ | ------------------ | ------------------ | ------------------ | ------------------ | ------------------ | ------------------ | ------------------ | ------------------ | ------------------ | ------------------ | ------------------ | ------------------ | ------------------ | ------------------ |
| 1857               | 1869               | 1880               | 1890               | 1900               | 1910               | 1921               | 1931               | 1948               | 1953               | 1961               | 1971               | 1981               | 1991               | 2001               | 2011               |
| 79                 | 132                | 130                | 171                | 187                | 187                | 171                | 181                | 217                | 219                | 235                | 222                | 255                | 267                | 285                | 345                |

## Nevezetességei
A település dombján álló Szent Vid-templom középkori eredetű, először 1493-ban említik a források. Egyhajós templom, téglalap alaprajzzal, a hajónál keskenyebb, sokszög záródású szentéllyel, harangtoronnyal és a nyugati, főhomlokzathoz épített előcsarnokkal. A hajó síkmennyezettel rendelkezik, a szentély, amelyet a hajótól gótikus diadalív választ el, gótikus keresztbordás boltozattal van boltozva. Megmaradt a kőfalak eredeti szerkezete, a kőkeretes ablakok, a főbejárat profilozott váza és a hajó gótikus falfestménye. A 18. században a templom barokk oltárokat kapott. A főhomlokzathoz a 19. században neogótikus előcsarnokot építettek.